# Peronomyrmex
Peronomyrmex es un género de hormigas perteneciente a la familia Formicidae, categorizado en la tribu Crematogastrini. Fue descrito por Viehmeyer en 1922.

## Especies
- Peronomyrmex bartoni Shattuck & Hinkley, 2002
- Peronomyrmex greavesi Shattuck, 2006
- Peronomyrmex overbecki Viehmeyer, 1922